# Gerald Schroeder
Pour les articles homonymes, voir Schroeder.
Gerald Lawrence Schroeder dit Gerald Schroeder, né le 20 février 1938 à New York, est un physicien israélien d'origine américaine, chercheur et enseignant, spécialisé dans les domaines du judaïsme et de la science.

## Biographie
Gerald Schroeder est né le 20 février 1938 à New York. Il est le fils de Herman Lincoln Schroeder et de Dorothy Illman.

### Études
Gerarld Schroeder reçoit en 1959, un Bachelor of Science en 1961, puis un Master of Science  et un Philosophiæ doctor (Ph.D.) du Massachusetts Institute of Technology, en 1964.

### Recherche et enseignement
De 1964 à 1969, il enseigne en Israël. En 1970-1971, il est chercheur au Massachusetts Institute of Technology. En 1972, il devient  directeur scientifique à Ocean Technology. En 1973-1974, il est scientifique senior à l'Institut Weizmann de Rehovot. De 1974 à 1990, il est scientifique invité à Maagan Michael en Israël. En 1990, il est maître assistant au Volcani Institute en
Israël. En 1993, il est scientifique invité à l'Université Tufts, Medford, Massachusetts. Il est professeur au Aish Hatorah College of Jewish Studies à Jérusalem, depuis 1993.

## Œuvres
- (en) Genesis and the Big Bang. 1990,  (ISBN 0-553-35413-2)
- (en) The Science of God: The Convergence of Scientific and Biblical Wisdom. 1997,  (ISBN 0-7679-0303-X)
- (en) The Hidden Face of God: Science Reveals the Ultimate Truth. 2002,  (ISBN 0-7432-0325-9).
- (en) God According to God: A Physicist Proves We've Been Wrong About God All Along. 2009,  (ISBN 978-0-06-171015-5).